# Johann Christian Schamberg

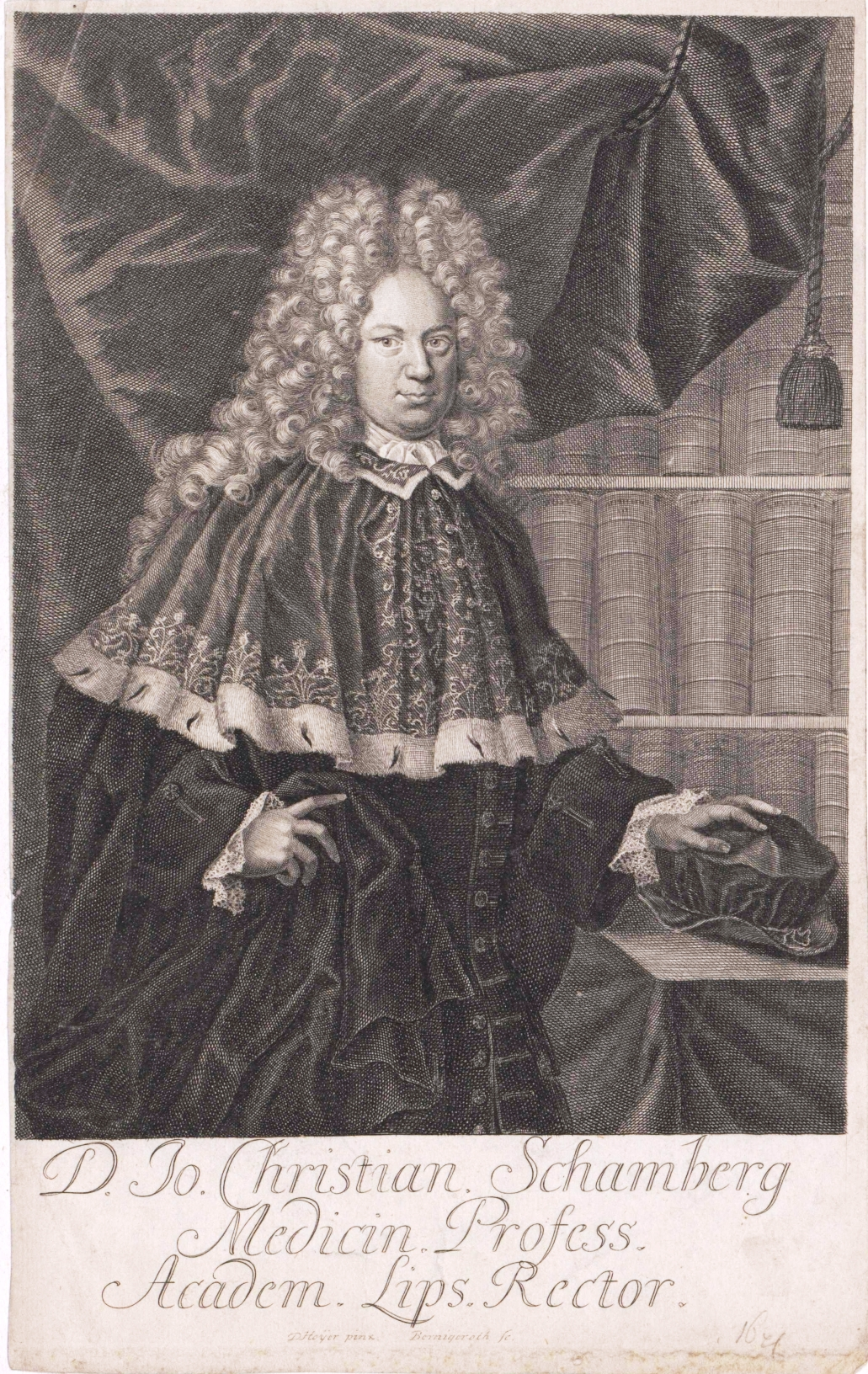
Johann Christian Schamberg

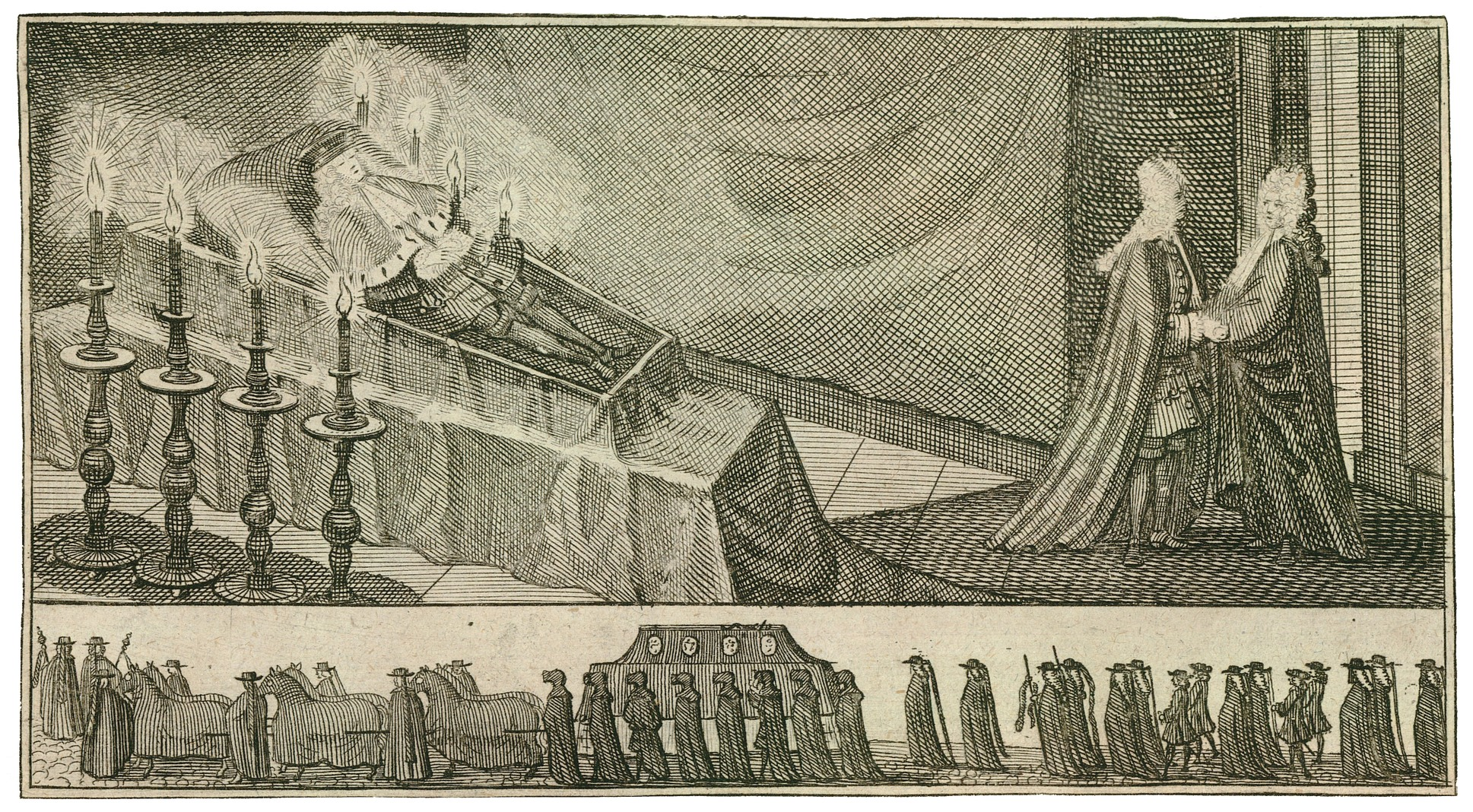
Trauerfeier für Johann Christian Schamberg im Jahre 1706. Schamberg wurde im Rektorenornat bestattet.

Johann Christian Schamberg (* 21. April 1667 in Leipzig; † 4. August 1706 ebenda) war ein deutscher Mediziner und Chemiker. Er amtierte zweimal als Rektor der Universität Leipzig. Hier erwarb er sich bleibende Verdienste durch die Errichtung eines Anatomischen Theaters und die Etablierung der Chemie als Wissenschaft.

## Leben
Schamberg wurde als Sohn des Leipziger Chirurgen, Japanreisenden und späteren Kaufmanns Caspar Schamberger (1623–1706) und dessen zweiter Frau Regina Maria Conrad (1645–1684) geboren. Nach einem kurzen Studium der „Probier-Kunde“ (Vorprobenuntersuchung von Mineralien und Erzen) in Freiberg wandte er sich dem Medizinstudium in Altdorf und Leiden zu. Am 5. Oktober 1689 wurde er in Leipzig mit der Verteidigung der Arbeit De gustu ex recentiorum philosophorum hypothese promoviert. In dieser Arbeit beschäftigte sich Schamberg mit dem Zusammenhang zwischen den chemischen Eigenschaften von Stoffen und deren Geschmack.
Im selben Jahr heiratete er Anna Susanna Falckner, die allerdings im September 1690 nach einer Fehlgeburt starb. 1692 ging Schamberg daraufhin die Ehe mit Catharina Elisabeth Schacher († 1747) ein, deren Vater Christoph Hartmann Schacher sowohl Mitglied des Rates der Stadt als auch Stadtrichter und Oberhofgerichtsadvokat war. Seine Frau gebar zehn Kinder, die größtenteils im Kindesalter starben.
1693 erwarb Johann Christian Schamberg das Bürgerrecht der Stadt Leipzig und das Haus seines Vaters in der Grimmaischen Straße, in dem er später die König-Salomon-Apotheke einrichtete. Im selben Jahr wurde er zum Assessor der Medizinischen Fakultät ernannt. Lehrstühle der Chemie (1699), Physiologie (1701) und Anatomie (1704) folgten. Schamberg besaß ein „Cabinett von raren physikalischen Sachen“ und führte zweimal in der Woche „Collegia experimentalia“ durch. Im Jahr 1704 gründete er das Anatomische Theater (Theatrum Anatomicum) im Mittelpaulinum der Universität. Damit wurden die Räumlichkeiten für die praktische Ausbildung der Studenten in Anatomie geschaffen. Zweimal wurde Schamberg zum Rektor der Universität Leipzig gewählt. In diesem Amt starb er am 4. August 1706 wenige Monate nach dem Tode seines Vaters. Schamberg wurde in der Universitätskirche St. Pauli beigesetzt und mit einem dort aufgehängten Ölporträt geehrt. Der Katalog seiner im Herbst jenes Jahres versteigerten Bibliothek umfasste 231 Oktavseiten.